# Виктор Манча
Виктор Манча (англ. Victor Mancha) — супергерой в комиксах издательства Marvel Comics в серии Runaways. Как и у оригинальных Беглецов, у Виктора есть суперзлодеи родители, но у него также есть супергерой дедушка. Другими словами, его отец — робот Альтрон, а его дед — супергерой доктор Генри «Хэнк» Пим, а его брат — супергерой Вижен. Плоть Виктора и натуральные ткани клонированы у его матери-человека и полностью скрывают металлические детали и схемы внизу, делая его киборгом.

## История публикации
Виктор Манча был создан автором Брайаном К. Воном и художником Адриан Альфоном и дебютировал в Runaways vol. 2, #1 (апрель 2005 года).

## Биография
Когда Альтрон столкнулся с женщиной по имени Марианнелла Манча, которая не может родить ребёнка из-за наркотика, который был ей нанесен, Альтрон взял часть своей ДНК и клонировал её, соединяя некоторые из своих передовых нанотехнологий, чтобы создать для неё сына по имени Виктор Манча.
Беглецы впервые услышали о Викторе Манче как о мальчике, который вырастет, чтобы стать злодеем «Победоносным», человеком, который будет править миром после демонтажа Мстителей. Из-за его предсказанной измены, Виктор находился под пристальным наблюдением, когда он впервые присоединился к команде, но с тех пор был принят в качестве полноправного члена. Он единственный латиноамериканец команды и один из двух членов, которые могут пилотировать Лепфрог, способ передвижения Беглецов.

### Верующие
Виктор впервые представлен как сын мексиканской матери-одиночки Марианелла Манча, предположительно вдовой члена Корпуса морской пехоты США, который был убит в бою.

Когда в подарок приходит более старая версия Гертруды Йоркс, она сообщает Беглецам про злодея в своё время под названием «Победоносный», и как они должны остановить его прямо сейчас, пока он ещё тинэйдер. Именно в этот момент она умирает, но Беглецы решают выполнить ее желание. После того, как Беглецы направляют Виктора в свою школу, вид Каролины Дин активирует электромагнитные суперспособности Виктора — позже выяснится, что силы Виктора проявятся только тогда, когда он соприкоснется с другим супергероем, следовательно, с Каролиной.
Вспоминая, как будущая Герт упомянула, что отец Победителя был «величайшим злом во всей вселенной», «Беглецы» просеивают такие возможности, как Магнето, Электро, Кингпин, Красный Череп, Лидер и Галактус. Хотя Доктор Дум называет Виктора провозглашением, что он его отец, оказывается, что это просто Думбот, созданный Альтроном. Виктор обнаруживает, что его настоящим «отцом» является Альтрон, который создал Виктора в качестве агента для Мстителей. Виктор должен был вырасти, поехать в Нью-Йорк и встретиться с Мстителями. После долгих лет преданного служения он получит доступ к самым охраняемым тайнам, а затем Альтрон захватил бы всех героев на планете. «Беглецы» сорвали этот план, но Виктор все еще боится, что это будущее может стать реальностью. Альтрон убивает Марианеллу и перекрывает контуры Виктора, заставляя его атаковать Беглецов. С помощью Эксельсиора, Беглецы и Виктор поражают Альтрона, но они принимают Виктора в после осознания того, что Виктор находится в той же лодке, как они.

### Беглецы
В течение следующих нескольких месяцев Виктор проявляет себя в команде, особенно Чейзу Стэйну, в битве, чтобы компенсировать свое альтернативное будущее. Он скоро лишится благодати, после того как Нико Минору узнает, что второй Прайд постучал в цепи Виктора и использовал его, чтобы шпионить за командой.
После драки Беглецов со вторым Прайдом, Виктор начинает физические отношения с Нико; Он признается, что инициировал его, потому что он питает к ней романтические чувства, но Нико утверждает, что участвовал в этом, чтобы избежать вины её потерпевшей в связи с гибелью Гертруды Йоркс. Тем не менее, Виктор все еще пытается спастись, когда обнаруживает, что у Чейза есть заложник Нико, но его легко закрыть, когда Чейз задает ему риторический вопрос, призванный перегрузить цепи Виктора. Виктор восстанавливается с помощью Молли Хейс (по вине Алекса Уайлдера) и спасает Нико от невинной жертвы Гиббориму. На данный момент, Виктор и Нико начинают романтические отношения, но их момент блаженства прерывается, когда команда вынуждена бежать от Железного человека и про-регистрационных сил гражданской войны.

### Гражданская Война
Когда Щ.И.Т пытается захватить «Беглецов», Виктор использует свои силы, чтобы оградить Лепфрог от шквального огня. Вторая волна ракет покрыта тефлоном, поэтому они не подвержены действию магнитных сил Виктора и ударяют его. Он получает тяжелый урон, и команда возвращается с ним в Хостел. Затем Виктор испытывает сильные припадки, когда Вижен приходит с Молодыми Мстителями.

Хотя «Беглецы» изначально недоверчивы к Молодым Мстителям, Стюарт в состоянии оттянуть Вижена от Виктора. Вижен объясняет, что он и Виктор испытывали обратную связь, вызванную их совместным программированием, потому что оба они были созданы компанией Альтрона.
Нико и Виктор также инициируют отношения.
Ассортимент юмористических прозвищ Виктора — это своего рода кляп во втором томе этой серии с такими именами как «Статическая приманка», «Мистер Робото», «Виктрон», «ребёнок калькулятор», «Сеньор Киборг», «Человек из ламанчи», Робопиннокио, и Человек-магнит".

### Тупиковая Детей
После побега от Железного человека и Щ.И.Т.а, Нико принимает решение заключить сделку с Кингпином, что вызывает отвращение Виктора. В извилистом обороте событий «Беглецы» в конце концов оказались в Нью-Йорке в 1907 году. Именно в этот период Виктор встречает Лили «Шпильер» МакГерти, девушку, которая умеет летать под звуки музыки. В то время как отделено от Нико, Виктор связывается с беззаботным духом Лилли. Спустя короткое время ему снится целовать Лили. Нико, понимая, что ее отношения с Виктором ухудшаются, отступает, позволяя Виктору начать отношения с Лили, которая согласилась вернуться к настоящему с «Беглецами». Прямо перед тем, как Беглецы сели на машину времени, забрав их домой, Лилли передумала и решила остаться, из-за боязни прыгнуть в будущее. Вместо неё появляется Клара Праст, которая прибывает вместе с Беглецами в подарок. Хотя «Беглецы» не знают, Лили все еще жива, сожалея о своем решении.
«Беглецы» подвергаются нападениям, когда группа Майесданцев прибывает на Землю, чтобы захватить Каролину. В конце команда пересиливается, но Хавин переходит в форму Каролины и занимает её место в качестве узника Майесданцев.

### А. И. Мстители
Следуя сюжету «Age of Ultron», Виктор Манча присоединяется к мстителям Генри Пима A.I. Наряду с Моникой Чанг, Виженом (его старший «брат») и перепрограммированным «Думботом».

### Видение
Через некоторое время Виктор переезжает в Вижн после прохождения стажировки в Вашингтоне, округ Колумбия. Позже выясняется, что Виктор фактически действует как агент под прикрытием для Мстителей, приказав шпионить за Виженом и его семьёй из-за их всё более неустойчивого поведения. Обнаружено через воспоминания о том, что в своё время с Runaways, Виктор тайно развил зависимость от вибрации, которая для него действует подобно наркотикам, используемым людьми. После использования вибриона в специальном пианино, предоставленном Виженом от Чёрной Пантеры, Виктор недооценивает силу своих сил и случайно убивает сына Вижена, Вина. Капитан Америка арестовывает его, но Вижен побеждает Мстителей, чтобы добраться до его камеры. Вижен не может убить Виктора, но кибернетическое сердце Виктора было вырвано из его тела женой Вижена Вирджинии — убила его. С его заключительными мыслями он пребывает в мире, зная, что он «никогда не будет Победоносным».

## Силы и способности
Виктор Манча — киборг, созданный из ДНК Марианнеллы Манча и технологии Альтрона. Виктор был построен с использованием передовой нанитной технологии, которая будет развиваться и развиваться вместе с Виктором во взрослую жизнь, чтобы его роботизированные внутренности превратились в искусственные человеческие органы, неотличимые от реальных. Компания Альтрона создала Виктора с несколькими возможностями, связанными с компьютером, включая высокий уровень интеллекта, огромное количество памяти на жестком диске (которую Виктор именует фотографической памятью) и возможность напрямую общаться с другими машинами. Виктор также обладает некоторым уровнем сверхчеловеческой силы, невероятной скоростью, мощной способностью прыгать и автоматическим самовосстановлением.
В бою Виктор использует в первую очередь свои электромагнитные способности; Он способен направлять высоковольтную электрическую энергию из его рук и манипулировать магнитными полями для изменения формы и изгиба металлических предметов. Подобно Магнето, Виктор может использовать естественные магнитные силовые линии Земли, чтобы левитировать и летать.
Несмотря на свой набор полномочий, у Виктора четыре слабые стороны, многие из которых связаны с его механическими корнями. В его нынешнем возрасте наниты Виктора еще не полностью трансформировались в человеческие органы, поэтому все его тело будет выделять металлические детекторы, что потенциально может привлечь к нему нежелательное внимание. Во-вторых, мэйнфрейм Виктора можно взломать и контролировать дистанционно; «Охотник» (второй «Прайд») (Виктор удалил его с помощью внутреннего межсетевого экрана), а Альтрон — единственные, кто успешно взломал Виктора до сих пор. Виктор обнаружил свою третью слабость во время первого столкновения Беглецов с Молодыми Мстителями, когда он и Вижен оба закорочены, слишком близко друг к другу. В конечном итоге Беглецы и Молодые Мстители обнаружили, что когда любые два из творений Альтрона попадают в близкие окрестности, оба создают разрушительную обратную связь, нанося вред обеим машинам. По всей видимости, эта слабость была устранена, поскольку Виктору было показано, что он взаимодействует с новой семьей Вижена без какого-либо ущерба для них.
Расшифровывая Абстракт, Чейз обнаружил последнюю и самую сильную слабость Виктора: три вопроса, предназначенные специально для перегрузки цепей Виктора и блокировки его в бесконечную петлю бессмысленного двоичного кода, который Нико называет «синим экраном смерти». Чейз использовал первую фразу против Виктора после того, как киборг обнаружил Нико в цепях: «Мог ли Бог сделать такой большой сэндвич, что даже Он не смог бы закончить его?» Единственный способ, с помощью которого Виктор может оправиться от своего режима выключения, — это услышать ответ от другого человека. После того, как мэйнфрейм Виктора снова станет функционален, он больше не сможет затронуть эту конкретную фразу. Две другие фразы еще не раскрыты, и известны только Чейзу и Нико.

## Другие версии

### What If?
В What If the Runaways became the Young Avengers? Виктор впервые связался со своим будущим «Я» Победоносным после того, как Победоносец вернулся из будущего с Железным Парнем, который случайно приземлился во времена Победы, пытаясь убежать от Канга Завоевателя. Виктор и Победоносец крадут броню Железного Парня, а Виктор претендует на роль Железного Лада. Затем он завербовывает «Беглецов», заставляя их быть настоящей командой супергероев с костюмами, но намеревается убить их. Когда Канг появляется, чтобы спасти своего младшего я, последующий бой приводит к тому, что Железный Парень убивается, а Канг стирается из истории, а Виктор уничтожает свое будущее, отказываясь от своих злых путей. Отвернув свою судьбу, Виктор затем отправляется через пояс Канга, чтобы найти свой собственный путь, оставляя Беглецов, чтобы продолжать, как Молодые Мстители с Чейзом, теперь используя части брони Железного Праня.

### Age of Ultron
Во время сюжета «Age of Ultron» Виктор Манча привозил детей в одну из старых баз «Беглецов» в Лос-Анджелесе. У Виктора тяжелое время, потому что он полагает, что если он использует свои возможности машины, он просто поможет победе Ultron. Он не говорит никому из своих новых знакомых о своём происхождении, потому что боится, что они его не примут. Во флэшбэке показано, что его товарищи по команде «Беглецы» были убиты «Альтроном», а Виктор сохранил их цифровые версии в своих банках памяти, но эти файлы, похоже, повреждены, так как они, похоже, говорят ему, что ему нужно стать больше машиной и менее человечным. Стражники Альтрона находят укрытие и начинают убивать тех детей, которых спас Виктор. Виктор решает сразиться с Стражами Альтрона, определяя, что если это конец, он будет сражаться.

## Концептуальные истоки
На Live Journal колориста Кристины Штрайн она показала, что глаза Виктора зелёные с золотым центром, который был смоделирован после Гаэля Гарсии Бернала.